# Tariego
Tariego är en ort i Spanien.   Den ligger i provinsen Provincia de Palencia och regionen Kastilien och Leon, i den centrala delen av landet, 180 km norr om huvudstaden Madrid. Tariego ligger 730 meter över havet och antalet invånare är 541.
Terrängen runt Tariego är varierad. Runt Tariego är det glesbefolkat, med 12 invånare per kvadratkilometer. Närmaste större samhälle är Palencia, 12,2 km norr om Tariego. Trakten runt Tariego består till största delen av jordbruksmark.